# Die Chirurgie
Die Chirurgie (bis Mai 2022 Der Chirurg) ist die wichtigste Fachzeitschrift für Chirurgie in Deutschland.

## Themen
Die Chirurgie veröffentlicht praxisnahe Übersichtsartikel zu Themen der Chirurgie, die sich an alle Chirurgen in Praxis, Klinik und Forschung richten. Außerdem bietet sie ihren Lesern die Zertifizierung ärztlicher Fortbildung (Continuing Medical Education) durch Auswertung eines Fragebogens zu jedem Themenschwerpunkt pro Heft. Der Chirurg wird vom Berufsverband der Deutschen Chirurgen und einem Editorial Board herausgegeben und erscheint online first bei Springer Nature. Die Beiträge in der Zeitschrift durchlaufen ein Peer-Review. Die Zeitschrift ist außerdem das Organ der Deutschen Gesellschaft für Chirurgie (DGCH) und der Deutschen Gesellschaft für Allgemein- und Viszeralchirurgie (DGAV).
Die hohe Akzeptanz der Zeitschrift zeigt sich an der stetig steigenden Zahl der Volltext-Downloads der publizierten Artikel von mittlerweile über 380.000 im Jahr und an den fast 10.000 Instituten und Kliniken, die weltweit auf die Online-Version der Zeitschrift zugreifen können. Beliebt sind die von Henning Dralle eingeführten Rubriken Journal Club und Chirurgie und Recht.

## Umbenennung
Der ursprüngliche Titel Der Chirurg wurde in Die Chirurgie umbenannt, um ein „Signal und Bekenntnis zur Geschlechtergerechtigkeit“ zu setzen. Im Zuge einer breit angelegten Gleichstellungsinitiative des Springer Medizin Verlages wurden die bisherigen, auf männlichen Berufsbezeichnungen basierenden Titel im Juni 2022 durch neue, auf die Fachgebiete bezogene Titel ersetzt, nach dem Konzept Der Facharzt zu Die Fachdisziplin.

## Herausgeber
Stand: März 2023
- Matthias Anthuber, Augsburg
- Detlef K. Bartsch, Marburg
- Christiane Bruns, Köln
- Ines Gockel, Leipzig
- Utz Settmacher, Jena

## Schriftleiter
Unvollständige Liste
- Ernst Kern, Würzburg (ab 1967)
- Georg Heberer, München
- Henning Dralle, Essen (2012–2020)
- Christoph-Thomas Germer, Würzburg (seit 1. Januar 2021)

## Ergänzende Angaben
Die über die Deutsche Nationalbibliothek mit Bestandsschutz versehenen Onlinemedien sind über die ISSN 1433-0385 verfügbar.
Die OCLC-Nr. des Mediums lautet 231008430.